# نیمکت کلیسا

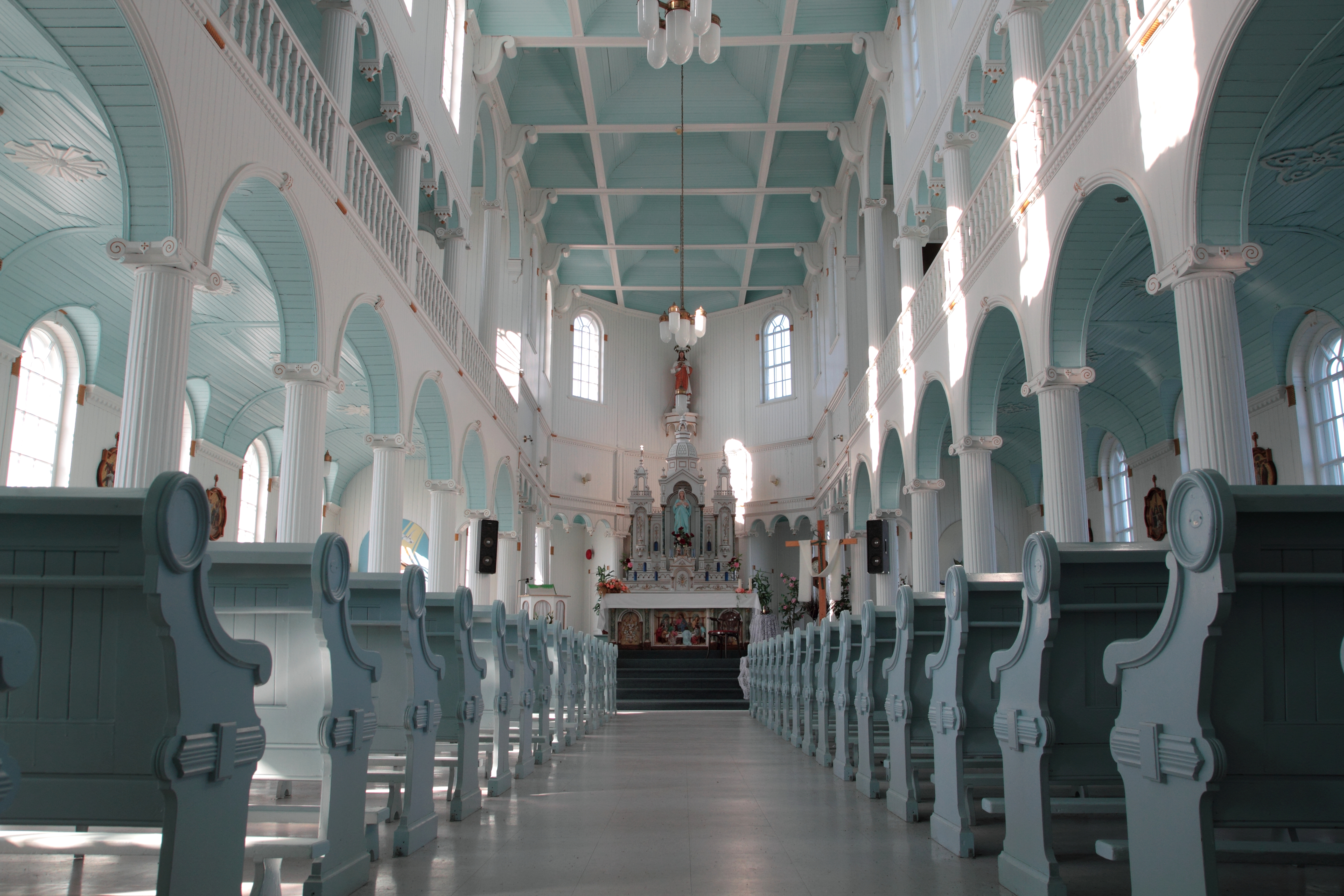
نیمکت‌های یک کلیسا در ریوییر-او-تونر، کبک

نیمکت کلیسا (انگلیسی: Pew) یک نوع نیمکت بلند است که از آن در کلیسا و اتاق دادگاه استفاده می‌شود.